# Mannen som jagade sig själv
Mannen som jagade sig själv (engelska: The Man Who Haunted Himself) är en brittisk mysteriefilm från 1970 i regi av Basil Dearden. 
Filmen är baserad på Anthony Armstrongs roman The Strange Case of Mr. Pelham.

## Handling
Efter att ha tillfrisknat efter en svår bilolycka misstänker Harold Pelham att han har en dubbelgångare och börjar jaga denne.

## Rollista i urval
- Roger Moore - Harold Pelham
- Hildegarde Neil - Eve Pelham
- Olga Georges-Picot - Julie
- Anton Rodgers - Tony Alexander
- Freddie Jones - doktor Harris
- Thorley Walters - Bellamy
- John Carson - Ashton
- John Welsh -sir Charles Freeman
- Kevork Malikyan - Luigi, butlern
- Edward Chapman - Barton